# Dolichoderus omacanthus
Dolichoderus omacanthus é uma espécie de formiga do gênero Dolichoderus.